# Йоран Андерссон
Йоран Андерссон, 1951 г.р., - шведский профессор в Швейцарской высшей технической школе Цюриха, находящейся в Швейцарии. С 2000 года он занимает должность профессора по направлению "электроэнергетические системы" на факультете информационных технологий и электротехники.

## Биография
Йоран Андерссон получил диплом магистра в Лундском университете в 1975 году в области прикладной физики. В 1980 году в том же университете он окончил аспирантуру, выбрав в качестве направления исследований математическую физику, а именно теорию вращательных возбуждений в ядрах.  После аспирантуры с 1980 по 1985 гг. он работал инженером-исследователем в ASEA (сейчас ABB) в подразделении HVDC (Высоковольтные линии электропередачи постоянного тока). В 1985 в том же подразделении он получил должность руководителя отдела инжиниринга систем и занимал её вплоть до 1986г. В течение этих лет его исследования в большинстве своем были связаны с изучением динамики электроэнергетических систем и вопросами управления этими системами с основным фокусом на HVDC. После своего пребывания в ASEA, Йоран Андерссон получил должность профессора в Королевском технологическом институте в Стокгольме. Он был главой Института Электроэнергетических Систем с 1986г. по 2000г. Основное направление его исследований было связано с проблемами динамической устойчивости энергосистем. За время своего пребывания в КТИ, он выпустил в общей сложности 14 аспирантов. В 2000 г. он переехал в Швейцарию, где занял должность профессора в Швейцарской высшей технической школе Цюриха и возглавил лабораторию электроэнергетических систем.
С 1975 г., Йоран Андерссон состоит в браке с Анной, у них трое детей.

## Исследования
Его недавняя научная деятельность может быть разделена на три основных темы в области электроэнергетических систем:
1. Динамика и управление энергетическими системами: Он и его аспиранты изучают вопросы применения VSC-HVDC в энергосистеме Европы с целью повышения её устойчивости. Также они проводят исследования, направленные на выявление преимуществ и недостатков HVDC сетей.
2. Энергетические рынки: Целью исследований в этой области является разработка реалистичных моделей современных энергетических рынков, в частности, для Европы. Важным аспектом является моделирование цен на энергоносители с целью их прогнозирования.
3. Энергетические системы будущего: Группа профессора Андерссона инициировала разработку концепции энергетического хаба в 2003г. Данная концепция в настоящее время используется многими исследователями и планировщиками по всему миру. Энергетический хаб стал основой для многих проектов, касающихся будущих энергетических систем, а концепция получила дальнейшее развитие и была адаптирована для различных областей исследований. Кроме того, группа принимала участие в ряде проектов по интеграции электромобилей в энергосистему. Вместе с исследовательскими группами в машиностроении и планировании трафика, сотрудники лаборатории электроэнергетический систем разработали модель, включающую моделирование транспортных потоков и потребление энергии во время вождения, что позваоляет определить состояние заряда отдельного транспортного средства.

## Диссертации аспирантов профессора Андерссона
Для ознакомления с перечнем диссертаций, пожалуйста, перейдите на английскую версию данной статьи.

## Преподавательская деятельность
Профессор Андерссон принимал активное участие в разработке и реструктуризации курсов в области электроэнергетических систем в Швейцарской высшей технической школе Цюриха. Курсы, которые он преподавал, включают в себя:
- 'Введение в электроэнергетические системы:' Данный курс, разработанный совместно с лабораторией высоковольтной техники, знакомит студентов с основными понятиями и компонентами в энергосистеме.
- 'Анализ электроэнергетических систем:' Целью данного курса является ознакомление студентов с моделированием различных компонентов энергосистемы, методами расчета установившихся режимов и коротких замыканий, а также введением в теорию электромеханических переходных процессов в энергосистеме.
- 'Анализ энергетических систем:' Данный курс является обзорным и служит введением в методы и инструменты для анализа энергопотребления, преобразование и передачу энергии. Внимание также уделяется экономическим и экологическим аспектам функционирования энергетических систем.
- 'Динамика и управление электроэнергетическими системами:' Данный курс знакомит студентов с динамическими свойствами электрических машин, сетей и нагрузок, а также с вопросами управления электроэнергетичской системой. Обсуждаются такие темы, как SCADA и оценка состояния системы.

## Награды
Йоран Андерссон получил многочисленные награды, включая премию выдающемуся педагогу в области электроэнергетики IEEE PES (2007)  и George Montefiore International Award (2010).
Он также является членом шведской королевской академии наук (1994), IEEE Fellow (1997), членом швейцарской академии инженерных наук (2015) и членом американской национальной академии наук (2016).